# Georges Picard (Maler)

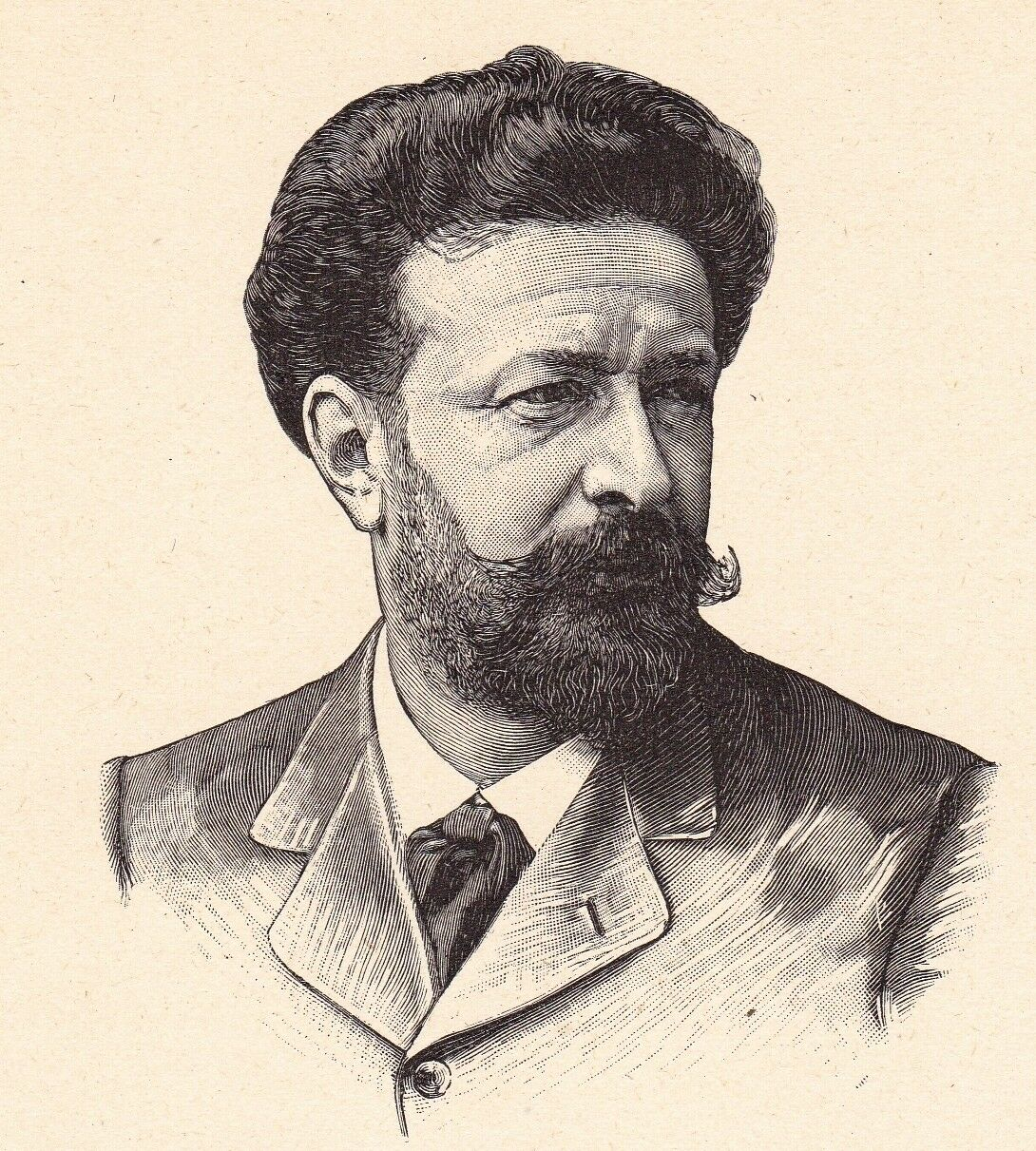
Georges Picard, um 1903

Georges-Gabriel Picard oder Georges Picard (* 23. Dezember 1857 in Remiremont, Département Vosges; † 1943 in Yzeures-sur-Creuse, Département Indre-et-Loire) war ein französischer Maler, Dekorateur  und  Illustrator.

## Leben
Georges Picard, der Sohn von Abraham Picard und seiner Frau Rosalie, geborene Gougenheimer, entstammte einer assimilierten jüdischen Familie. Seine Schulzeit verbrachte er im Lycée Charlemagne in Paris. Ab 1877 studierte er an der École des beaux-arts, wo er zwei Jahre lang Schüler von Jean-Léon Gérôme war. 1885 und 1887 hielt er sich in den Vereinigten Staaten von Amerika auf. Von 1891 bis 1898 führte er Wandmalereien für die Galerie Lobau des Hôtel de ville de Paris aus.

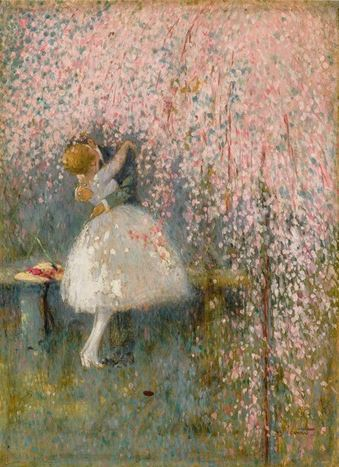
Sous l‘arbre rose, undatiert

Als Mitglied der administrativen Kommission der École des beaux-arts setzte er sich für die Arbeiten seines Freundes René Lalique anlässlich der Ausstellung im Jahr 1895 ein. Lalique stellte ihm später den Fotografen Paul Haviland vor, den Sohn des amerikanischen Besitzers der Porzellanfabrik Haviland & Co. in Limoges, Charles Edward Haviland. Paul Haviland hatte 1917 die Tochter Laliques, Suzanne, geheiratet. Im Jahr 1925 wurde Georges Picard und seine Frau Camille erstmals auf das Landgut von Paul Haviland in Yzeures-sur-Creuse eingeladen. Weitere Besuche folgten.
Picards Frau Camille starb 1938.  Während der Invasion im Zweiten Weltkrieg 1940 wurde Georges Picard aus seinem Haus in Obernai im Elsass vertrieben. Wie andere jüdische Familien wurde er nach Lyon deportiert. Er wohnte vereinsamt und unter ärmlichen Umständen im Hôtel Regina, wo ihn 1941 sein Freund Paul Haviland aufsuchte, ihn nach Yzeures mitnahm und dort versteckte. Picard verstarb 1943 an einem Herzanfall. Haviland sorgte dafür, dass Picard auf dem Friedhof von Yzeures-sur-Creuse mit ewigem Ruherecht bestattet wurde und erhielt dafür postum 2007 die „Médaille des Justes parmi les Nations“ (Gerechter unter den Völkern) des Staates Israel.
Picards Nachlass aus Briefen und weiteren Papieren übergab der Galerist und Verleger Serge Aboukrat als Vermittler Anfang 2012 dem Mémorial de la Shoah, einem Museum und Dokumentationszentrum des Holocaust in Paris. Die Sammlung war von der Tochter der Havilands, Nicole Maritch-Haviland, zusammengestellt worden.

## Auszeichnungen
Picard wurde zum Ritter der französischen Ehrenlegion ernannt.

## Werk
Gemälde und Buchmalereien

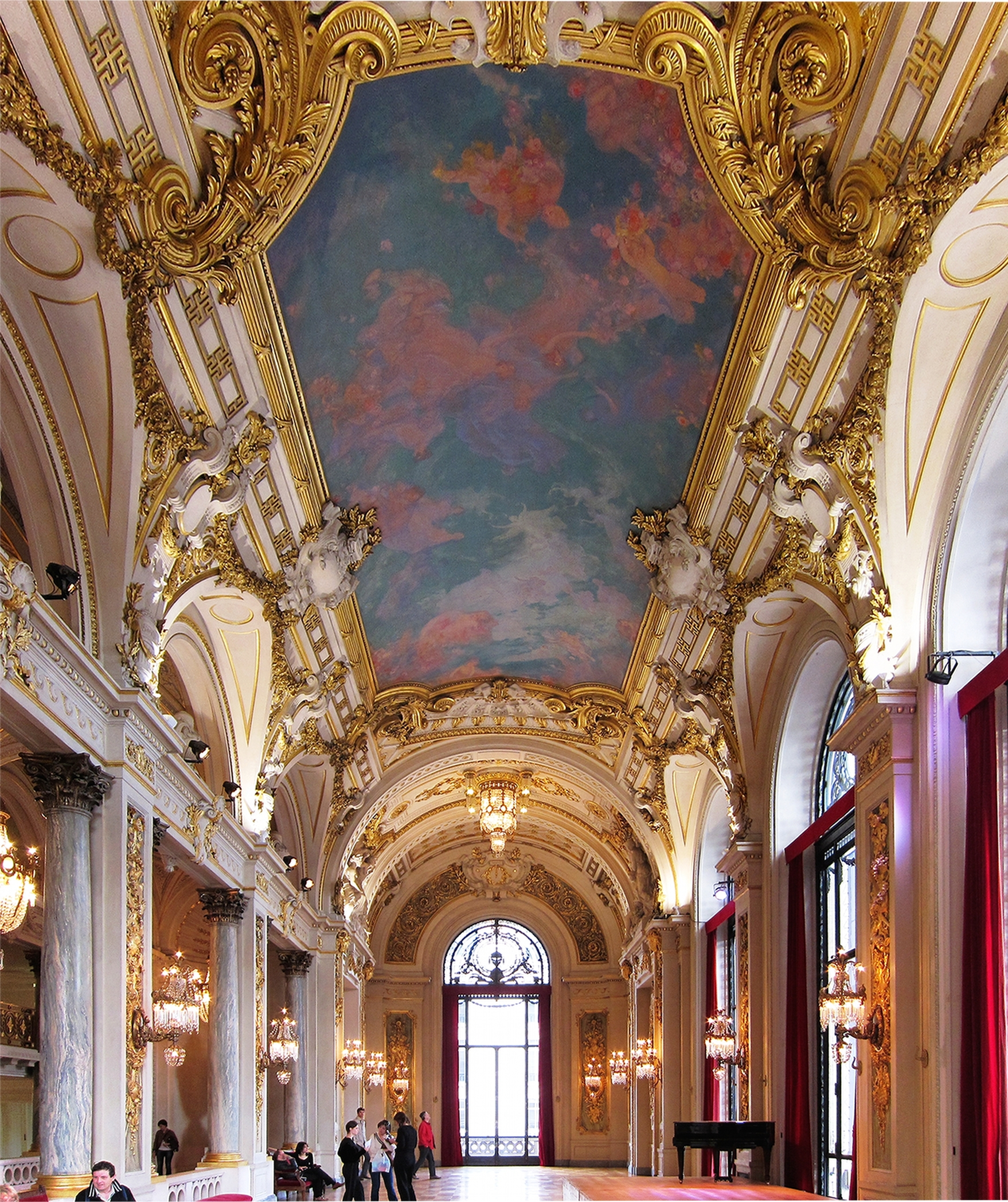
Fresko im Foyer der Opéra de Lille

Picard war hauptsächlich Freskenmaler, stellte aber auch Buchillustrationen her wie beispielsweise für  Contes von Perrault. Seine Gemälde entstanden in Öl oder Pastell; Motive waren Kinder, Blumen, Obstgärten und Akte.
2000 erschien bei Drouot in Paris ein Verkaufskatalog mit 292 Nummern.
 Fresken
- Opéra de Lille
- Spielbank Monte Carlo
- Hôtel de ville de Paris[8]
- Theater in Buenos Aires
- Petit Palais in Paris
- Französisches Konsulat in Wien

Buchillustrationen von Georges Picard
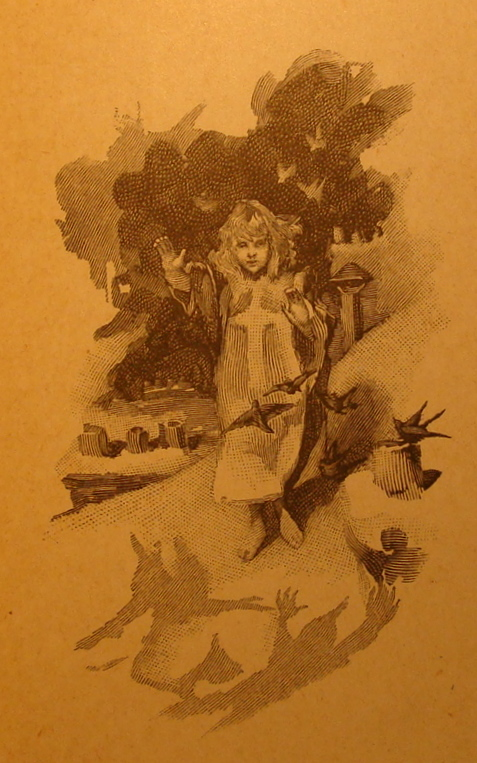
Contes d'hiver von Alphonse Daudet.
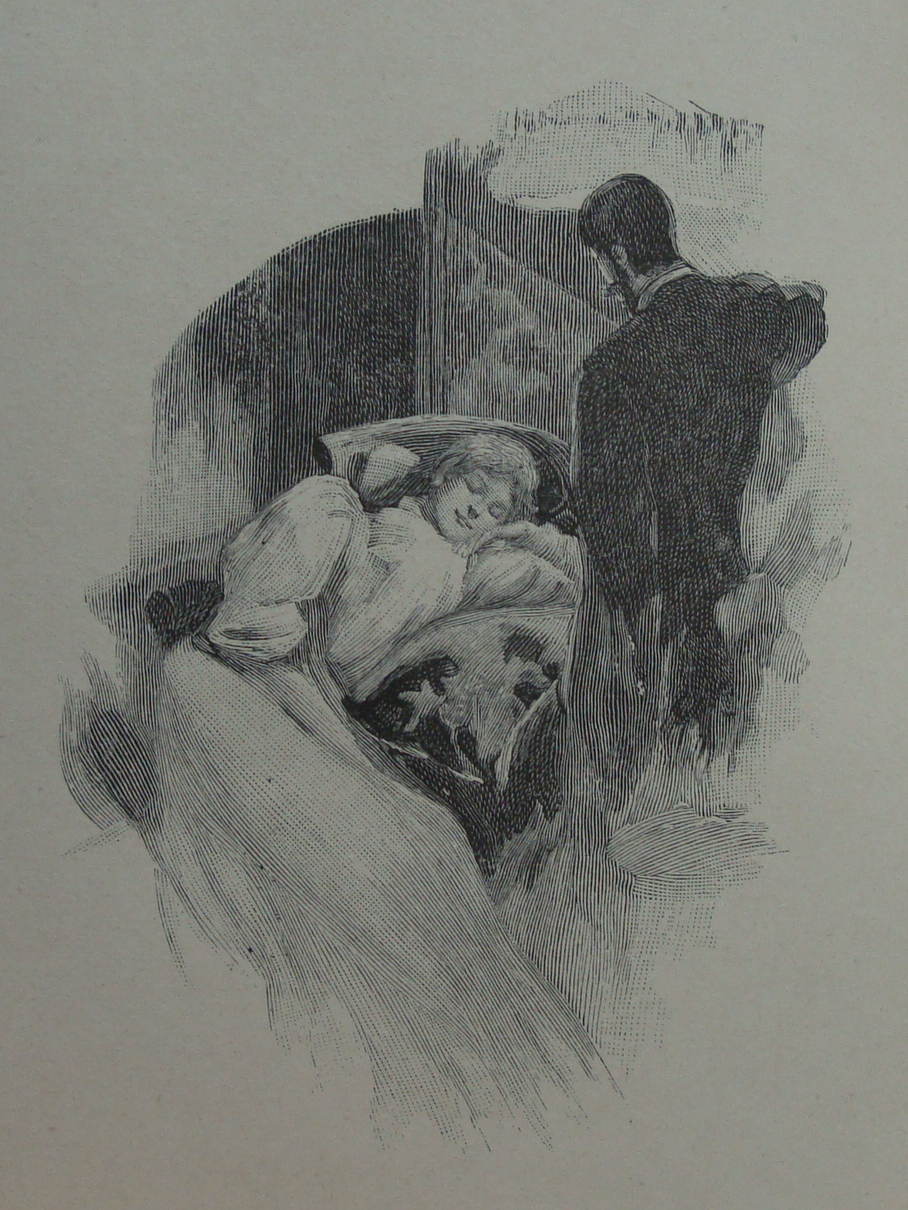
Le roi Apepi von Victor Cherbuliez.
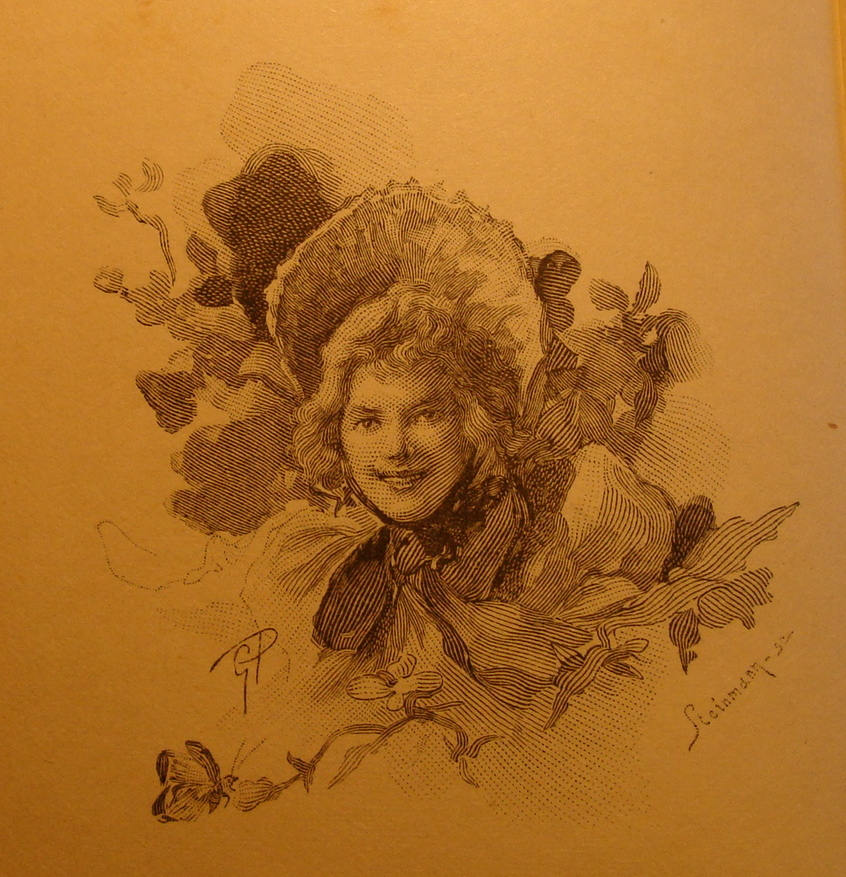
Séraphine von Charles Nodier.
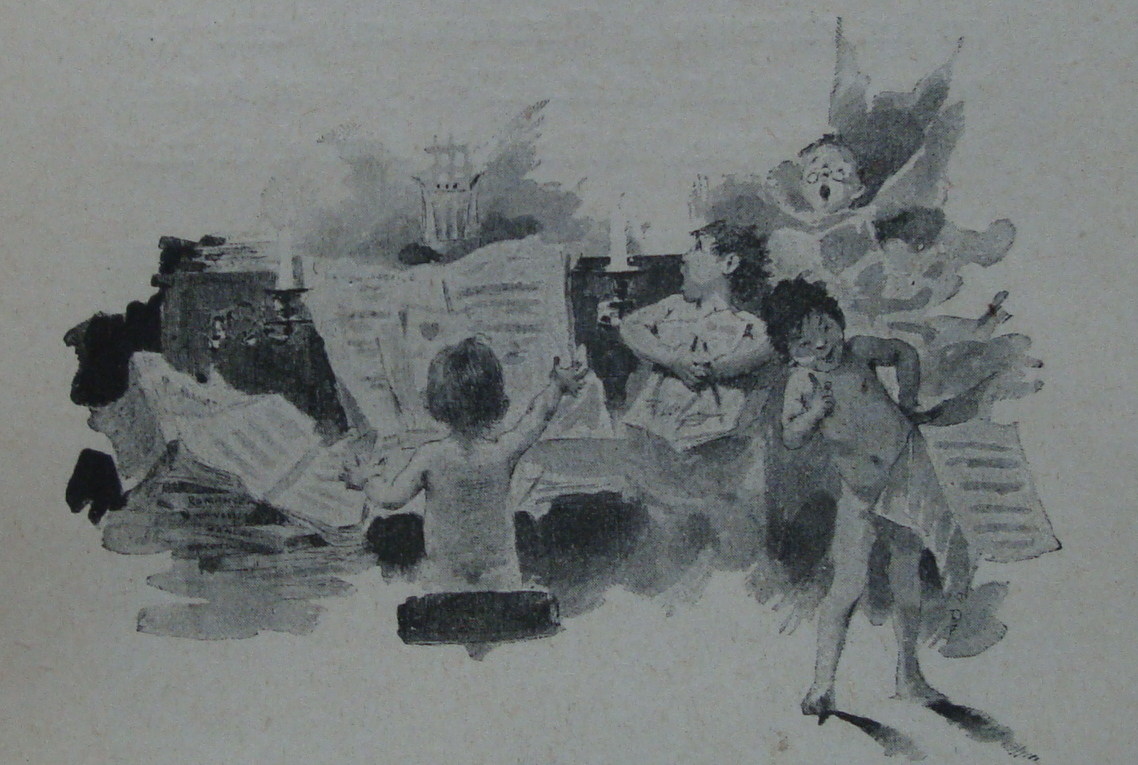
Tartarin de Tarascon von Alphonse Daudet.